# 우메정
우메정(宇目町)은 오이타현 남쪽 끝에 있던 정이다. 
2005년 3월 3일에 쓰루미정을 포함해 5정 3촌이 합병해 새롭게 사이키시가 되었다. 

## 역사
- 1955년 3월 31일 2개의 촌이 합병에 의해 우메촌이 되었다.
- 1961년 11월 3일 - 정으로 승격해, 우메정이 되었다.
- 2005년 3월 3일 - 사이키시와 5정 3촌이 신설합병해 새롭게 사이키시가 탄생하였다.

## 교통

### 철도
- 규슈 여객철도 닛포 본선

### 도로
- 히가시큐슈 자동차도
- 국도 10호선
- 국도 326호선